# Pachyarthra mediterraneae
Pachyarthra mediterraneae är en fjärilsart som beskrevs av George Thomas Bethune-Baker 1894. Pachyarthra mediterraneae ingår i släktet Pachyarthra och familjen äkta malar. Inga underarter finns listade i Catalogue of Life.